# ماساکی ساتاکه
ماساکی ساتاکه (انگلیسی: Masaaki Satake؛ زادهٔ ۱۷ اوت ۱۹۶۵) کشتی‌گیر کشتی حرفه‌ای، ورزشکار هنرهای رزمی ترکیبی و کاراته‌کا اهل ژاپن است.